# Lacera asinuosa
Lacera asinuosa är en fjärilsart som beskrevs av Holloway 1979. Lacera asinuosa ingår i släktet Lacera och familjen nattflyn. Inga underarter finns listade i Catalogue of Life.